# Appuleia agraria
Apuleia agraria va ser una llei establerta a proposta d'Apuleu Saturní, tribú de la plebs el 652 de la fundació de Roma (101 aC), sota els cònsols Gai Mari i Luci Valeri Flac, que repartia les terres de la Gàl·lia que pogués sotmetre el cònsol Màrius; la llei també establia que el Senat Romà hauria d'aprovar en quinze dies tot el que el poble hagués votat, i en cas contrari podrien ser expulsats del senat i haurien de pagar una multa de 480 asos.